# Ray Slijngaard
Raymond Slijngaard (ur. 28 czerwca 1971 w Amsterdamie) – holenderski raper, piosenkarz i muzyk. Najbardziej znany jako członek duetu 2 Unlimited.

## Życiorys
W 1991 roku wraz z wokalistką Anitą Doth oraz dwoma producentami belgijskimi założył duet muzyczny 2 Unlimited, który osiągnął popularność dzięki singlowi Get Ready for This. Światowy sukces grupa osiągnęła za sprawą singli Twilight Zone (1992) oraz No Limit (1993). Tego samego roku zespół otrzymał również World Music Award w kategorii Best Selling Dutch Act. W 1996 roku zespół rozpadł się wskutek konfliktu wewnętrznego. 
Slijngaard próbował sił w karierze solowej oraz śpiewał w innych zespołach. Nie osiągnął jednak sukcesów porównywalnych z sukcesami zespołu 2 Unlimited. 
W 2009 roku postanowił wznowić współpracę z Anitą Doth. Oboje stworzyli projekt pod nazwą Ray & Anita. Pierwszy singel duetu In da name of love ukazał się w 2010 roku. W 2012 roku grupa wznowiła działalność w oryginalnym składzie.